# Tyrannochthonius brevimanus
Tyrannochthonius brevimanus är en spindeldjursart som beskrevs av Beier 1935. Tyrannochthonius brevimanus ingår i släktet Tyrannochthonius och familjen käkklokrypare. Inga underarter finns listade i Catalogue of Life.